# Patrick Busolini
Patrick Busolini (Chaumont, Xampanya-Ardenes, 14 de novembre de 1954) és un exciclista francès, que fou professional entre 1977 i 1981.

## Palmarès
- 1982
  - 1r al Tour de La Réunion

### Resultats al Tour de França
- 1979. Fora de control (15a etapa)
- 1980. 21è de la classificació general